# 卜晓军
卜晓军，中华人民共和国政治人物、全国脱贫攻坚先进个人。

## 生平
卜晓军任韩城市水务局水资源与供水科科长。因在脱贫攻坚战中作出突出贡献，2021年2月25日全国脱贫攻坚总结表彰大会上，卜晓军被授予“全国脱贫攻坚先进个人”。